# Àlex Casanovas
Àlex Casanovas (Barcelona, 12 de marzo de 1964) es un actor de cine, teatro y televisión catalán.

## Trayectoria artística
Nacido en Barcelona en 1964, se formó en una compañía de teatro de aficionados en la localidad barcelonesa de Alella. Su primera película fue Manila, dirigida por Antonio Chavarrías, por la que recibió el premio de interpretación de la Generalidad de Cataluña. Ha compaginado el cine y el teatro con la televisión presentando programas en TV3, y en 1994 presentó en Antena 3 el programa concurso No te olvides el cepillo de dientes. En teatro destaca su interpretación en la obra La reina de belleza de Leenane, El zoo de cristal y Un tranvía llamado deseo. Desde 2014 preside la Associació d'Actors i Directors Professionals de Catalunya (AADPC), entidad que el 2024 pasó a denominarse Associació de Professionals de la Interpretació i la Direcció de Catalunya para aglutinar más perfiles profesionales del sector.

## Teatro
- 2022. Cartes d'amor d'A.R Gurney. Direcció: Marc Rosich i Jordi Andújar.
- 2016. Caiguts del cel de Sébastien Thiery. Dir. Sergi Belbel.
- 2013. Bona Gent.
- 2011. Un tranvía llamado deseo. Dir. Mario Gas.
- 2005. Sóc el defecte, de Manuel de Pedrolo. Dir. Joan Maria Gual. Brossa Espai Escènic.
- 2005. Surabaya, de Marc Rosich. Dir. Sílvia Munt. Teatre Romea.
- 2003. Acosta't, de Patrick Marber. Dir. Tamzin Townsend.
- 2003. Pel davant i pel darrera, de Michael Frayn. Dir. Alexander Herold.
- 2002. Amb pedres a les butxaques, de Marie Jones. Dir. Roger Peña.
- 1998. La reina de bellesa de Leenane, de Martin McDonagh. Dir. Mario Gas.
- 1997. Un espíritu burlón, de Noel Coward. Dir. Manuel Ángel Egea.
- 1997. Precisament avui, de Josep Maria Benet i Jornet. Dir. Ferran Madico.
- 1996. Dos en un balancí, de William Gibson. Dir. Boris Rotenstein.
- 1994. Othel·lo, de W. Shakespeare. Dir. Mario Gas.
- 1994. El zoo de cristal, de Tennessee Williams. Dir. Mario Gas.
- 1992. El temps i els Conway, de J. B. Priestley. Dir. Mario Gas..
- 1990. Maria Estuard, de Friedrich Schiller. Dir. Josep Montanyès.
- 1990. El banquet, de Platón. Dir. Iago Pericot.
- 1989. Lorenzàccio, Lorenzàccio, de Alfred de Musset con adaptación de Guillem-Jordi Graells. Dir. Lluís Pasqual.
- 1989. El Misantrop, de Molière. Dir. Josep Maria Flotats.
- 1988. Lorenzàccio, de Alfred de Musset. Dir. Josep Maria Flotats.
- 1987. Antígona, de Salvador Espriu. Dir. Joan Ollé.
- 1986. El despertar de la primavera, de Frank Wedekind. Dir. Josep Maria Flotats.

## Filmografía
Fuente
- Barcelona 1714 (2014)
- Fènix 11:23 (2012)
- Xtrems (2009)
- Las vidas de Celia (2005)
- Volando voy (2005)
- En la ciudad sin límites (2002)
- El otro barrio (2000)
- Asunto interno (1996)
- El porqué de las cosas (1995)
- Susanna (1994)
- Kika (1993)
- El largo invierno (1992)
- Chatarra (1991)
- Manila (1991)